# José de Orozco
José de Orozco (Riobamba, 18 de marzo de 1733-Rávena, 18 de octubre de 1786) fue un poeta y religioso jesuita nacido en la Real Audiencia de Quito. Es conocido por la publicación su poema La Conquista de Menorca.

## Reseña biográfica
Su origen al igual que muchos jesuitas de le época lo tiene en una ilustre familia. Ingresó en la Compañía de Jesús el año 1748, el 14 de agosto. A pesar de haber nacido en Riobamba, la región central de la Real Audiencia, entraría en el noviciado en Quito, donde estaría la Universidad San Gregorio Magno de la orden religiosa. Fue ordenado sacerdote en 1758 y emitió sus últimos votos el 15 de agosto de 1766.

Toma de Menorca, y el Castillo de San Felipe con el clásico diseño de los fuertes marítimos que se encuentra también en países de América como Puerto Rico

El rol que tuvo José de Orozco en la Compañía era la de un operario y consultor en el Colegio de Ibarra, una ciudad al norte de Quito. Mientras realizaba esta labor sucedió en 1767 el Motín de Esquilache y la consecuente expulsión de la orden de los territorios de la corona de España, durante el reinado de Carlos III. Al llegar a Italia, acompañado de su hermano Manuel empezó al igual que muchos otros jesuitas su labor literaria como una manera de sobrellevar el exilio y aguantar el martirio que significó para la iglesia el pago de toda su labor a favor de una corona que otrora era católica pero ahora, fruto del afrancesamiento abrazaba la ilustración y se ubicaba en las antípodas de la orden. Fue autor de los "Lamentos de la musa de Chimbaraso aflijida con las penas de su destierro", obra poética que desde su título se puede inferir el tema de la nostalgia y desarraigo ya que el volcán Chimborazo adornó siempre el paisaje de su natal Riobamba. Este poema está escrito en décimas y dividida en tres partes. 
Su vida en Italia empezó el 8 de septiembre de 1768, donde estuvo el primer mes en Sestri, al cuidado de unos compañeros enfermos. Después llegaría a Faenza el 24 de octubre de 1768. Se dedicó a la enseñanza, dando continuidad a su labor de profesor en el colegio de Ibarra. Ahora sería a través de la cátedra de filosofía a partir del 2 de noviembre de 1770. Esto sería en la casa de formación de la provincia de Quito, que ahora se había instalado en Rávena, fruto del decreto real. Para mayor dolor de Orozco después de la expulsión vino la supresión de la orden por lo que la Compañía estaría activa hasta agosto de 1773.
Años más tarde, en 1782 escribiría La conquista de Menorca (1782), para el Duque de Crillon, quien fuera el conquistador de esa isla que antes había estado en poder de los ingleses por unos años. Además se vería involucrado en la batalla por Gibraltar años antes, desde el 1779 hasta un año después de Menorca en 1783. Su poema tiene una gran musicalidad y por su estructura es considerado como un poema épico, y su dedicación a una batalla militar sería un gran precedente de la obra de José Joaquín de Olmedo con la "Batalla de Junín" y también a Numa Pompilio Llona por su poema por "La toma de las islas de Chincha". Además también muestra la lealtad al rey a pesar de los pesares sufridos por la orden.

## Obra

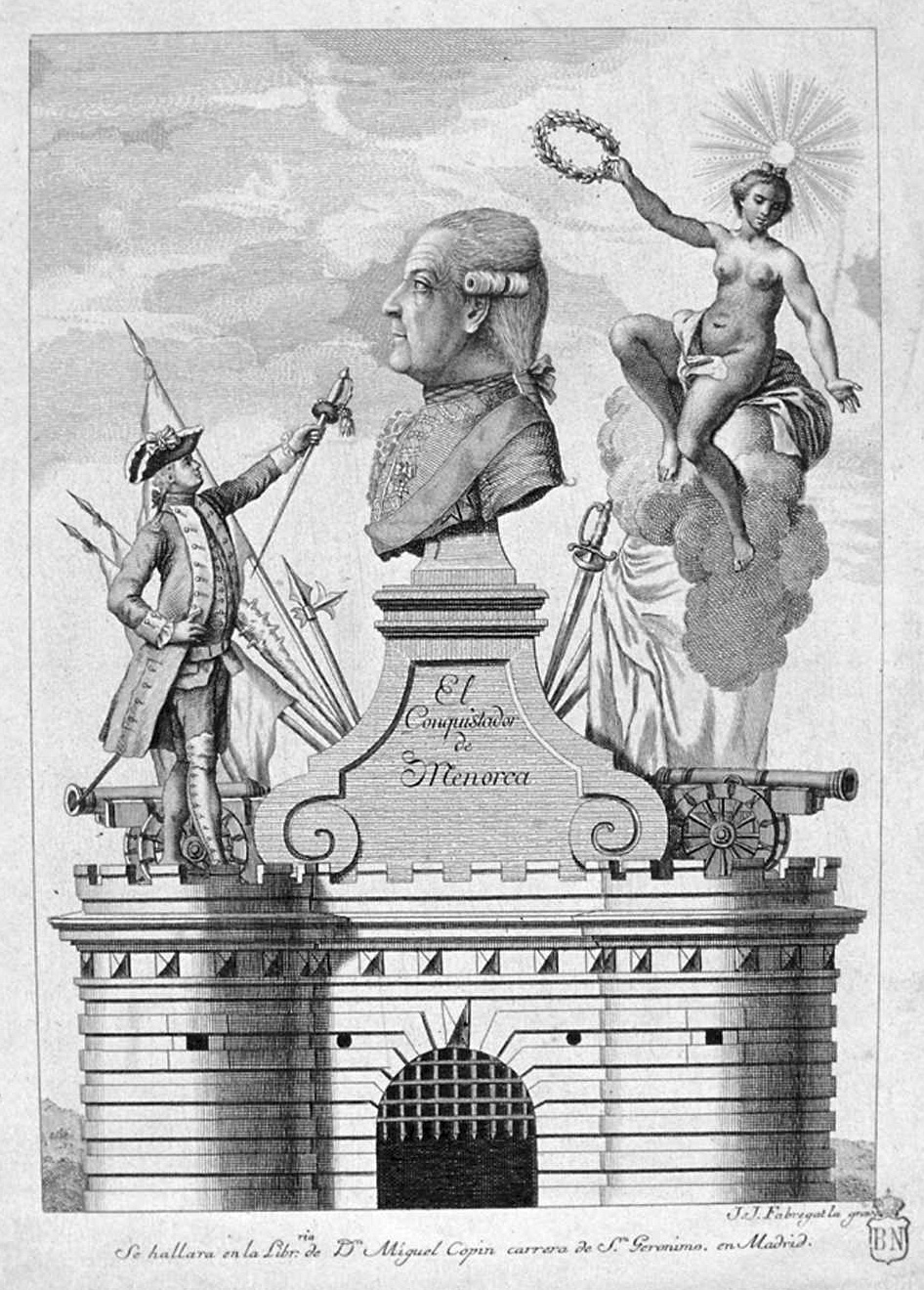
Impreso español de 1782 conmemorando la victoria de Crillon en Menorca.

El estilo de La Conquista de Menorca se enmarca dentro de la poesía épica a pesar de que existe desigualdad de factura en algunas de sus octavas. En total consta de 143 de ellas que se ordenan en cuatro cantos. Su obra fue ponderada por Juan León Mera, el gran crítico literario ecuatoriano del siglo XIX y también por Marcelino Menéndez y Pelayo en su estudio de las letras hispanoamericanas. Este último afirmó que su obra no carece de mérito aunque el tema tiende a lo artificioso, con abundante simbología y una fuerte presencia de la mitología clásica. Con estas ponderaciones Orozco quedó tanto en su país natal como en las letras hispanoamericanas consagrado como el gran poeta épico de la literatura virreinal del siglo XVIII. Es junto a Juan Bautista Aguirre y Pedro Berroeta los tres grandes poetas de ese siglo de la Real Audiencia de Quito. Por su vida en Faenza formó parte de la red poética hilvanada por los jesuitas expulsados y que sería recopilada por el padre Juan de Velasco.

La Toma de Menorca que duraría entre el 19 de agosto de 1781 al 5 de febrero de 1782 sería el hecho histórico que inspiraría su principal poema dedicado al Duque de Crillón que se puede apreciar en el siguiente fragmento:
Grecia, la antigua Roma, el Otomano,
Y cuando las historias de eminente
Decirnos pueden del Poder humano,
Ceder sin queja deben al presente:
Basta decir: fue empeño soberano
De aquel Monarca sumo, en cuya frente
Aún son corta diadema los imperios

Que ilustra el Sol en ambos hemisferios.